# Daniele Silvestri
Daniele Silvestri (Roma, 18 agosto 1968) è un cantautore italiano.

## Biografia
Compie studi classici al liceo ginnasio Mamiani di Roma ed è figlio di Alberto, autore televisivo e sceneggiatore. 

### Inizio della carriera
Esordisce ufficialmente nell'estate del 1994 con il primo disco omonimo, aggiudicandosi la Targa Tenco per il miglior album d'esordio. L'anno dopo partecipa al Festival di Sanremo, nella sezione nuove proposte, con L'uomo col megafono, ricevendo il premio "Volare" della critica per il miglior testo letterario. Il singolo successivo dal titolo Le cose in comune si aggiudica la Targa Tenco come canzone dell'anno. Entrambi i brani sono inclusi nel suo secondo album Prima di essere un uomo.
Nel giugno 1996 Silvestri firma la colonna sonora del film Cuori al verde di Giuseppe Piccioni e le musiche dello spettacolo teatrale "Repertorio dei Pazzi della Città di Palermo", diretto da Nini Ferrara, che riceve il Premio Nazionale ETI Giovani per il Teatro. Diversi brani entreranno a far parte del terzo disco di Silvestri, il doppio album Il dado, pubblicato nell'ottobre dello stesso anno. Nella sua band figura anche Max Gazzè al basso. In questo album è contenuto uno dei brani più noti di Silvestri, Cohiba, ispirato alla Rivoluzione cubana ed alla figura di Che Guevara. Nel gennaio del 1997 partecipa con Rocco Papaleo alla 2ª edizione del Lombardia Festival diretto da Luigi e Carmelo Pistillo (collaborazione artistica di Marco Mangiarotti).
Nel maggio del 1997 si esibisce come attore e cantante al fianco di Rocco Papaleo nello spettacolo teatrale Rosso fiammante bloccato neve dubbi vetro tesi infinito. Pochi mesi dopo inizia il tour del FrankensteINmusical, con Tullio Solenghi, di cui scrive la colonna sonora originale. A fine luglio vola a l'Avana, a Cuba, per partecipare al Festival della Gioventù Comunista. L'anno dopo esce il film Barbara di Angelo Orlando, in cui Silvestri ha un ruolo di comparsa nella parte di sé stesso oltre a firmare alcuni brani della colonna sonora.
Nel 1999 partecipa nuovamente al Festival di Sanremo con il brano Aria, incentrato sul tema della vita carceraria, e riceve il premio della Critica "Mia Martini" e quello per il miglior testo. Subito dopo pubblica il suo quarto album, Sig. Dapatas e firma le musiche di Albania, un film di Fabrizio Maria Cortese, con Giancarlo Giannini. Silvestri si aggiudica il Premio Lunezia "Laurea De André" 1999.

### Gli anni 2000
Nell'estate del 2000 firma le musiche di Tango, spettacolo teatrale di Francesca Zanni ispirato al dramma dei desaparecidos argentini. Ad ottobre pubblica Occhi da orientale - Il meglio di Daniele Silvestri, una raccolta che contiene anche tre inediti. Intanto nasce il suo sito ufficiale ed i fans realizzano una web-radio che trasmette solo brani di Silvestri.
Nel 2002, torna al Festival di Sanremo con Salirò, si classifica quattordicesimo, ma ottiene un successo di pubblico strepitoso, anche grazie alla messa in scena di un esilarante balletto con l'attore Fabio Ferri. Anche stavolta vince il premio della Critica "Mia Martini" e successivamente si aggiudica ben quattro premi all'Italian Music Award per il miglior singolo, il miglior videoclip, il miglior arrangiamento e la miglior composizione musicale.
Seguono due singoli, Sempre di domenica e Il mio nemico (il cui suono della zampoña della canzone è stato preso dalla canzone Alturas degli Inti-Illimani), inclusi in Unò-dué, il suo sesto album.
Nel 2003 pubblica un libro, L'Autostrada, che descrive l'ultimo tour e la sua attività musicale attraverso foto, testi inediti e pagine di diario. Allegato al libro c'è anche un CD-ROM che contiene 24 MP3 inediti e vari contributi video. Il 2003 è anche l'anno in cui vince il Premio Amnesty Italia con il brano Il mio nemico, brano che verrà successivamente inserito nella colonna sonora del film Viva l'Italia, di Massimiliano Bruno, nell'ottobre del 2012.
Nel 2004 esce il suo primo live Livre trânsito, con l'inedito Kunta Kinte, co-firmato da Frankie hi-nrg mc, e le sue interpretazioni di due brani scritti in passato per altri interpreti: Il secondo da sinistra cantato da Mina nell'album Veleno del 2002 e la traccia fantasma Il fiume e la nebbia scritta per Fiorella Mannoia e pubblicata nell'album Belle speranze del 1997. L'anno si conclude con un concerto a Maputo, in Mozambico, in favore della Campagna di solidarietà Roma-Maputo Andata e Ritorno.
Nel 2007 arriva quarto al Festival di Sanremo con il brano La paranza. Il 2 marzo segue l'uscita del suo ottavo album intitolato Il latitante. Insieme al singolo Mi persi, la canzone fa parte della colonna sonora del film Notturno bus, con Valerio Mastandrea e Giovanna Mezzogiorno. Vince il David di Donatello per la miglior canzone originale. Occhi da orientale, Testardo e gli inediti Il mondo stretto in una mano e Surf, cantata in inglese, impreziosiscono invece la colonna sonora di Questa notte è ancora nostra, firmata da Silvestri con il suo chitarrista Maurizio Filardo. Il secondo singolo de Il latitante, intitolato Gino e l'Alfetta, è stato adottato come inno ufficiale del Gay pride 2007 tenutosi a Roma. In seguito viene estratto A me ricordi il mare in collaborazione con Vincenzo Andrea "Il Bove" Leuzzi, cantante degli Otto Ohm.
Il 1º febbraio 2008 viene pubblicato l'album Canzoni per loro, iniziativa di Emergency, partecipando, insieme ad altri big della canzone italiana tra i quali Jovanotti, Zucchero Fornaciari e Fiorella Mannoia, con la canzone Ad esempio in Sierra Leone.

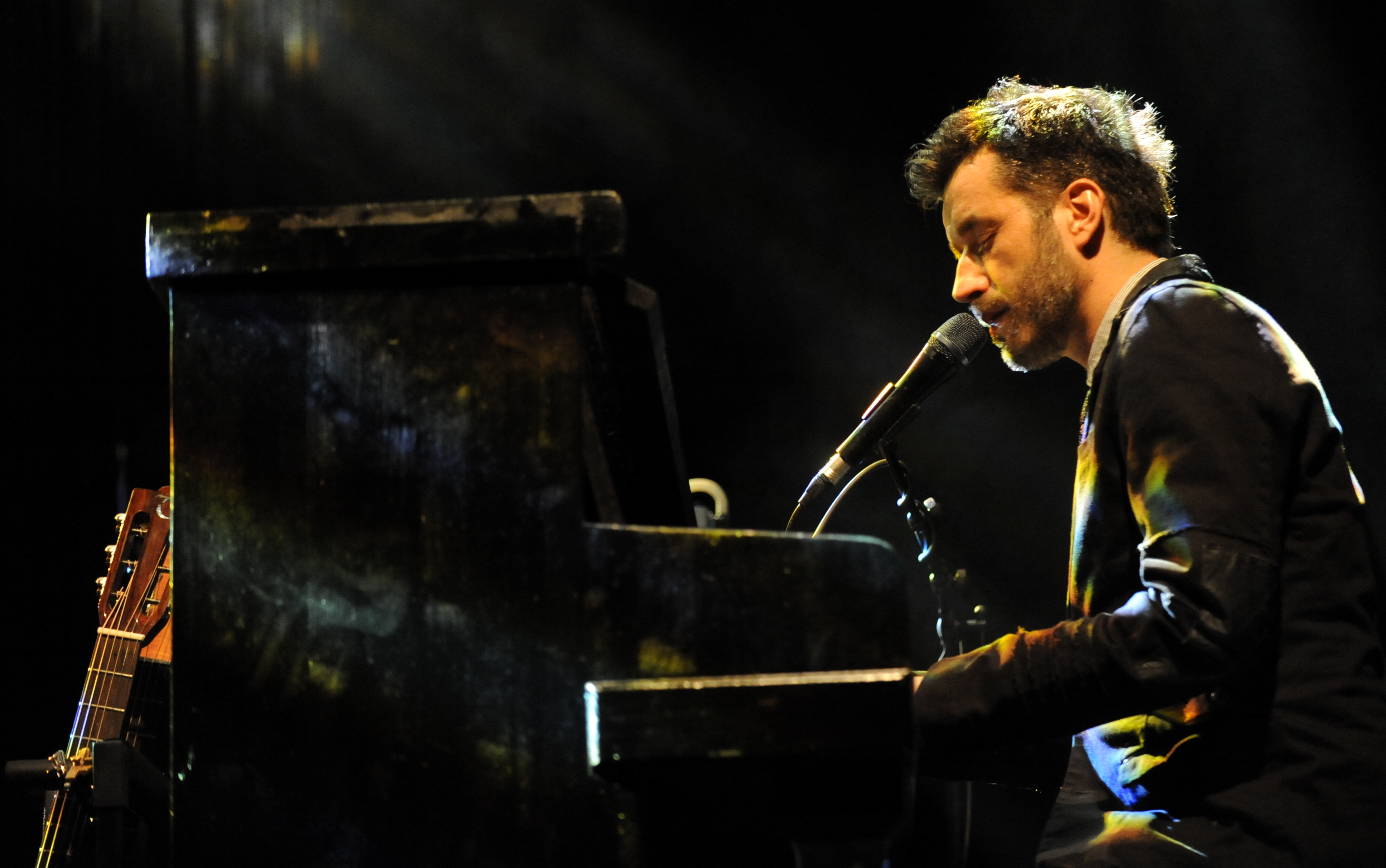
Daniele Silvestri durante un concerto nel 2012.

Il 9 maggio 2008 esce Monetine, la sua prima vera raccolta, un doppio album con DVD che racconta quindici anni di musica con videoclip, 5 nuove versioni - Monetine, Dove sei, Idiota, L'uomo intero, La classifica - i due inediti Senza far rumore e Una giornata al mare di Paolo Conte, la prima cover a trovare spazio in un album di Silvestri, e la versione inedita de Il mondo stretto in una mano.
Il 9 dicembre 2009, in occasione del primo B-Day, scrive il brano L'imperatore Tiberio, una critica a Silvio Berlusconi, che pubblica con il videoclip su YouTube.

### Dal 2010 al 2014
Dal 2008 al 2010 Daniele Silvestri si è dedicato ad un'intensa attività dal vivo che lo ha portato sui più importanti e prestigiosi palchi di tutta Italia ed Europa sperimentando nuove soluzioni stilistiche e incontri inediti con mondi musicali diversi: nell'inverno del 2009 Silvestri parte con la sua band per l'Europa dove registra il tutto esaurito in Lussemburgo, a Bruxelles, Barcellona e Madrid. In occasione di questi concerti, viene inaugurato il blog dal quale vengono trasmesse le esibizioni in live streaming. È dei primi mesi del 2010 il concerto a Cracovia, in occasione della partenza del Treno della memoria, il viaggio con gli studenti nei luoghi del genocidio nazista. Nell'estate del 2010 porta in giro per la Penisola il road concert con l'Orchestra di Piazza Vittorio. Alla fine del 2010 durante l'ultima puntata della trasmissione di Fabio Fazio e Roberto Saviano Vieni via con me, il cantautore presenta Precario è il mondo, scritta e registrata in pochissime ore e subito un successo in download.
Il 29 marzo 2011 Daniele Silvestri pubblica per Sony Music S.C.O.T.C.H., il nuovo disco di inediti. Un disco fitto di collaborazioni tra cui quelle con Niccolò Fabi, Raiz, Diego Mancino, Stefano Bollani, Peppe Servillo, Pino Marino e lo scrittore e sceneggiatore Andrea Camilleri. L'album è anticipato da due singoli, usciti contemporaneamente, Ma che discorsi e Monito®. Il 22 novembre 2011 ne è uscita la versione "Ultra resistant edition" dove, oltre all'album S.C.O.T.C.H., è presente un secondo CD con tre soli brani inediti e un DVD con videoregistrato il concerto tenuto a Roma il 18 luglio 2011, nel quale partecipano gli amici che hanno collaborato alla stesura dell'album stesso.

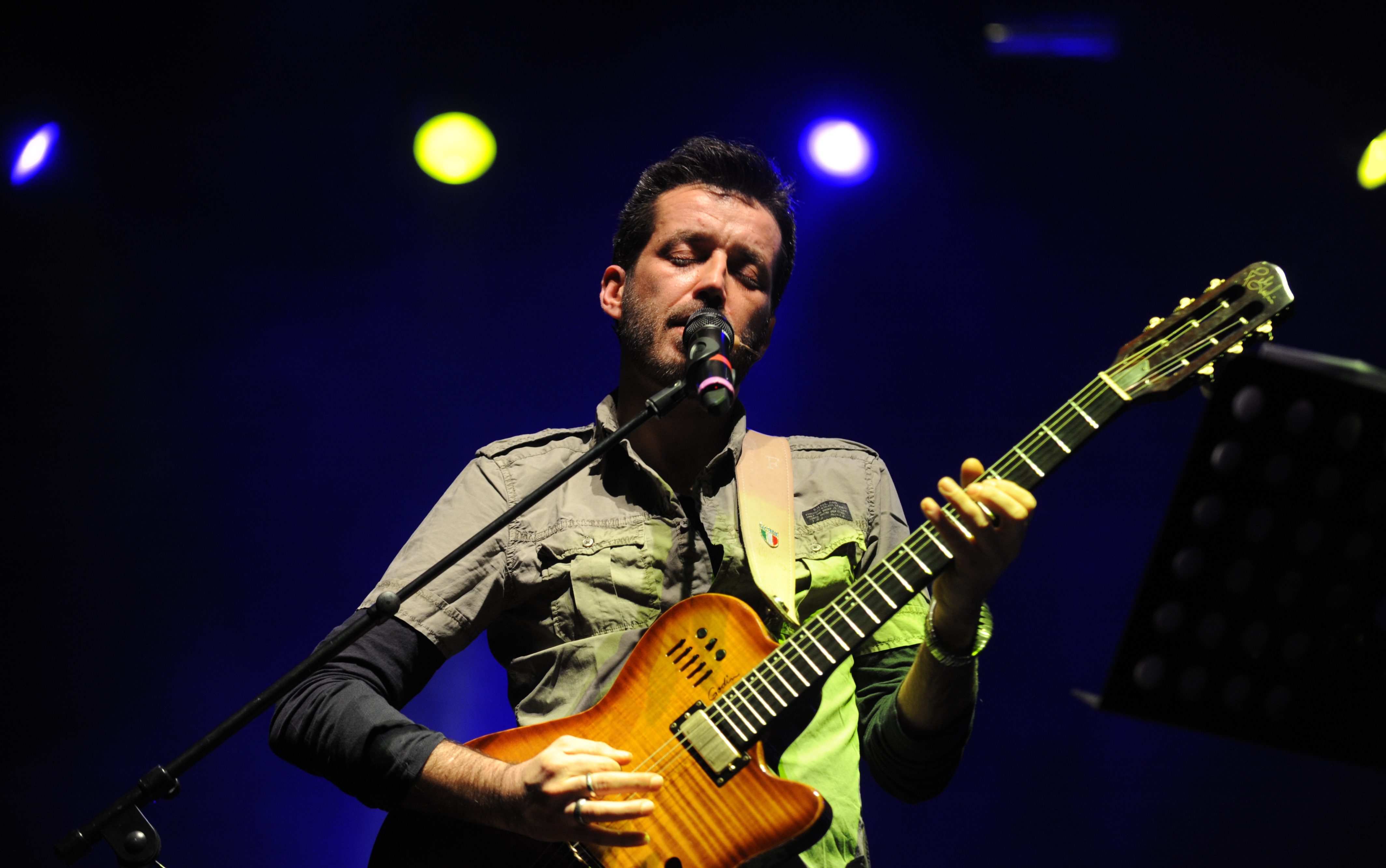
Daniele Silvestri durante lo spettacolo E l'inizio arrivò in coda

Nel giugno 2011 Silvestri diventa attore-marionetta per il suo nuovo videoclip: il musicista insieme alla sua compagna e manager Lisa Lelli è infatti il protagonista del video di Ma che discorsi, con una tecnica molto originale che risale agli anni settanta, il pixelation. La clip è composta da più di 2500 foto scattate durante un percorso di circa 600 metri fatto con la fanta-auto. Il 28 dello stesso mese viene anche pubblicato da Sony Music un album tributo a Rino Gaetano, intitolato Dalla parte di Rino, al quale il cantautore romano partecipa, insieme ad altri artisti come Simone Cristicchi, Gianluca Grignani, Giusy Ferreri e Roberto Vecchioni, con il brano Sfiorivano le viole. Inoltre nel 2011, il brano Liberi tutti, in cui aveva collaborato con i Subsonica, viene scelto come fondo musicale per la campagna pubblicitaria Io voto. Il 23 dicembre 2011 in tutte le radio italiane, viene pubblicato il suo secondo singolo che si intitola Il Viaggio (pochi grammi di coraggio), che ha atmosfere e ritmi vagamente rétro. Quest'ultimo singolo è stato usato come colonna sonora del film Immaturi - il viaggio uscito il 4 gennaio 2012 in tutte le sale cinematografiche italiane. Insieme a Gianluca Misiti scrive le musiche e i testi per il cartone animato e il musical che ne deriva Capitan Kuk.
La collaborazione con Pino Marino prosegue ancora con l'annuncio di un tour teatrale scritto a quattro mani. Lo spettacolo, intitolato E l'inizio arrivò in coda, parte il 13 febbraio del 2012 dall'Auditorium Santa Chiara di Trento per concludersi il 14 aprile al Teatro Metropolitan di Catania.
Il 13 dicembre 2012 viene dichiarata la sua partecipazione al Festival di Sanremo 2013. Il 12 febbraio 2013, durante la prima serata del Festival, condotto da Fabio Fazio, si esibisce con i brani A bocca chiusa e Il bisogno di te (ricatto d'onor), il primo dei quali passa il turno e prosegue nella gara. Il 15 febbraio seguente, durante la serata Sanremo Story, si esibisce sul palco del Teatro Ariston cantando Piazza Grande di Lucio Dalla. Alla fine del Festival il cantautore romano si classificherà sesto.
Dopo il Festival pubblica l'EP Che nemmeno Mennea, contenente le canzoni presentate a Sanremo, più una versione live della canzone Che bella faccia in un concerto del 2009 a Parigi e una demo casalinga del 2001 dal titolo Se fossi un principe. A marzo, in seguito alle Elezioni politiche, insieme a molti altri suoi colleghi, aderisce al progetto Riparte il futuro firmando la petizione che ha lo scopo di revisionare la legge anti-corruzione modificando la norma sullo scambio elettorale politico-mafioso (416 ter) entro i primi cento giorni di attività parlamentare.
A gennaio del 2014 la sua canzone L'autostrada viene inclusa nella colonna sonora del film La mia classe, regia di Daniele Gaglianone, nel quale recita anche il suo amico di sempre Valerio Mastandrea, nelle sale dal 16 gennaio 2014. Inoltre lo stesso giorno annuncia sui suoi account Facebook, Twitter e Google+ l'uscita per il giorno seguente di un suo nuovo singolo, Tutta colpa di Freud (Il giardino di Psiche), colonna sonora dell'omonimo film Tutta colpa di Freud diretto da Paolo Genovese in uscita nei cinema italiani il 23 gennaio 2014. Il brano viene pubblicato in versione digitale su ITunes Store, Deezer, YouTube e Spotify. L'11 marzo viene pubblicata una edizione speciale di Hai paura del buio? celebre album del gruppo Afterhours all'interno del quale Silvestri partecipa nel brano Voglio una pelle splendida di cui il cantautore scrive personalmente alcuni versi.

### Il trio Fabi Silvestri Gazzè

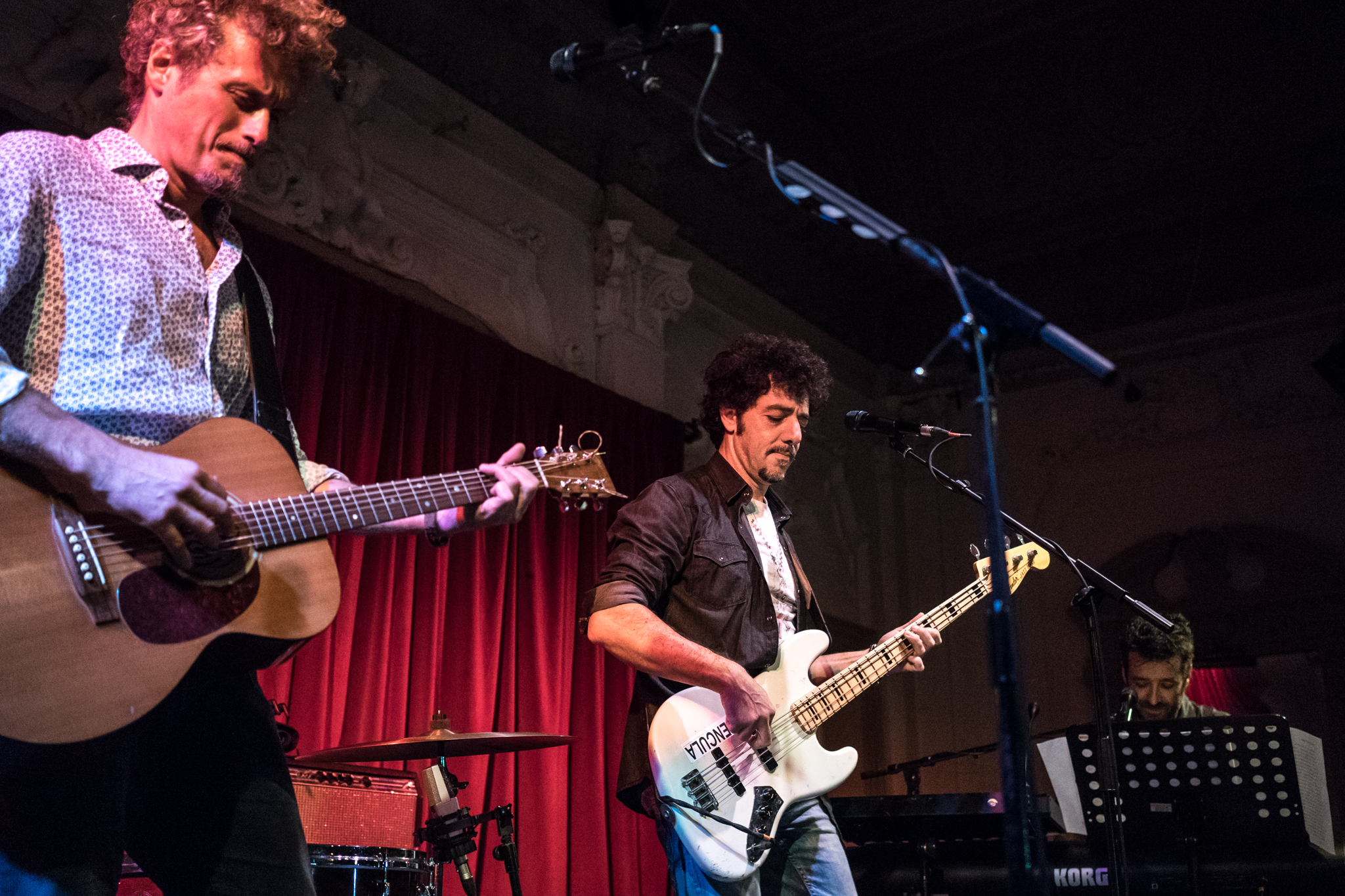
Fabi Silvestri Gazzè in concerto al Bush Hall a Londra (2014)

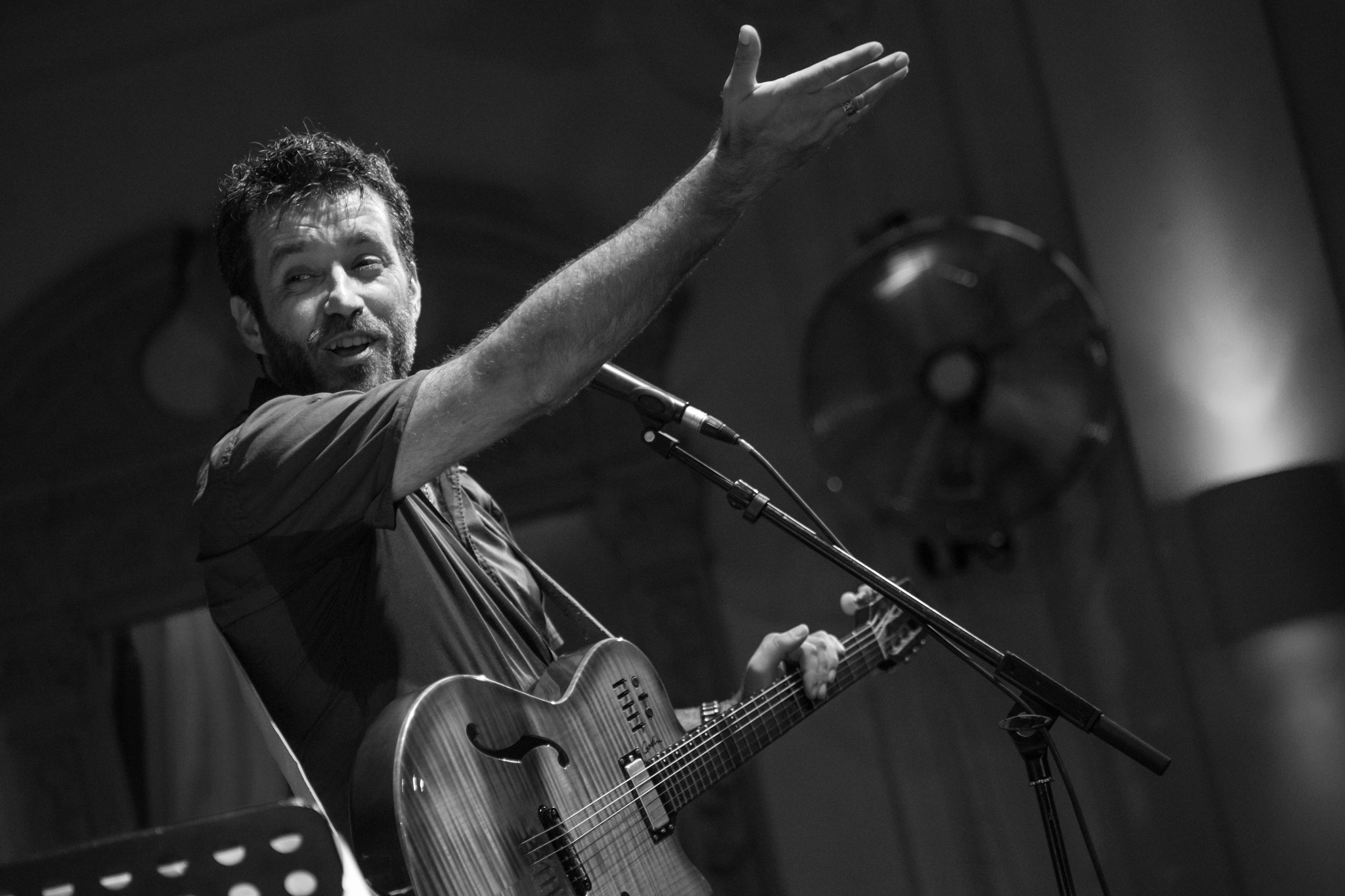
Daniele Silvestri al Bush Hall di Londra, con Fabi e Gazzé.

Il 24 marzo 2014 Silvestri annuncia, tramite il lancio di una nuova pagina su Facebook e un sito ufficiale, la collaborazione con i suoi colleghi e amici da sempre Niccolò Fabi e Max Gazzè nella realizzazione di un nuovo album preceduto dall'uscita di un singolo intitolato Life Is Sweet, pubblicato il 25 aprile 2014. Oltre all'album, i tre cantautori saranno protagonisti anche di un tour, che prima li ha visti impegnati in giro per l'Europa e successivamente anche in Italia. L'uscita dell'album, intitolato Il padrone della festa e pubblicato il 16 settembre, viene anticipata dall'uscita del secondo singolo, L'amore non esiste, disponibile dal 22 agosto. Il 14 novembre 2014, data di partenza del tour in Italia con la prima data a Rimini, viene pubblicato il terzo brano dell'album, Come mi pare insieme al videoclip ufficiale.
Il tour italiano riscuote un grande successo, registrando svariati sold out, tant'è che il trio, durante la puntata di Che tempo che fa ospiti di Fabio Fazio, annunciano che il tour non sarebbe finito con la data del 22 maggio a Verona bensì avevano deciso di concedere ai propri fan un'ulteriore data, il 30 luglio a Roma. Con l'uscita del quarto singolo Canzone di Anna il 10 aprile 2015, il trio annuncia inoltre la pubblicazione di un cofanetto DVD del concerto del 19 novembre di Roma per il 28 aprile 2015. Tuttavia, il singolo pubblicato è una versione nuova, poiché in quella dell'album l'unico a cantare era Niccolò Fabi, mentre questa volta sono state aggiunte le voci degli altri due cantautori.

### Acrobati

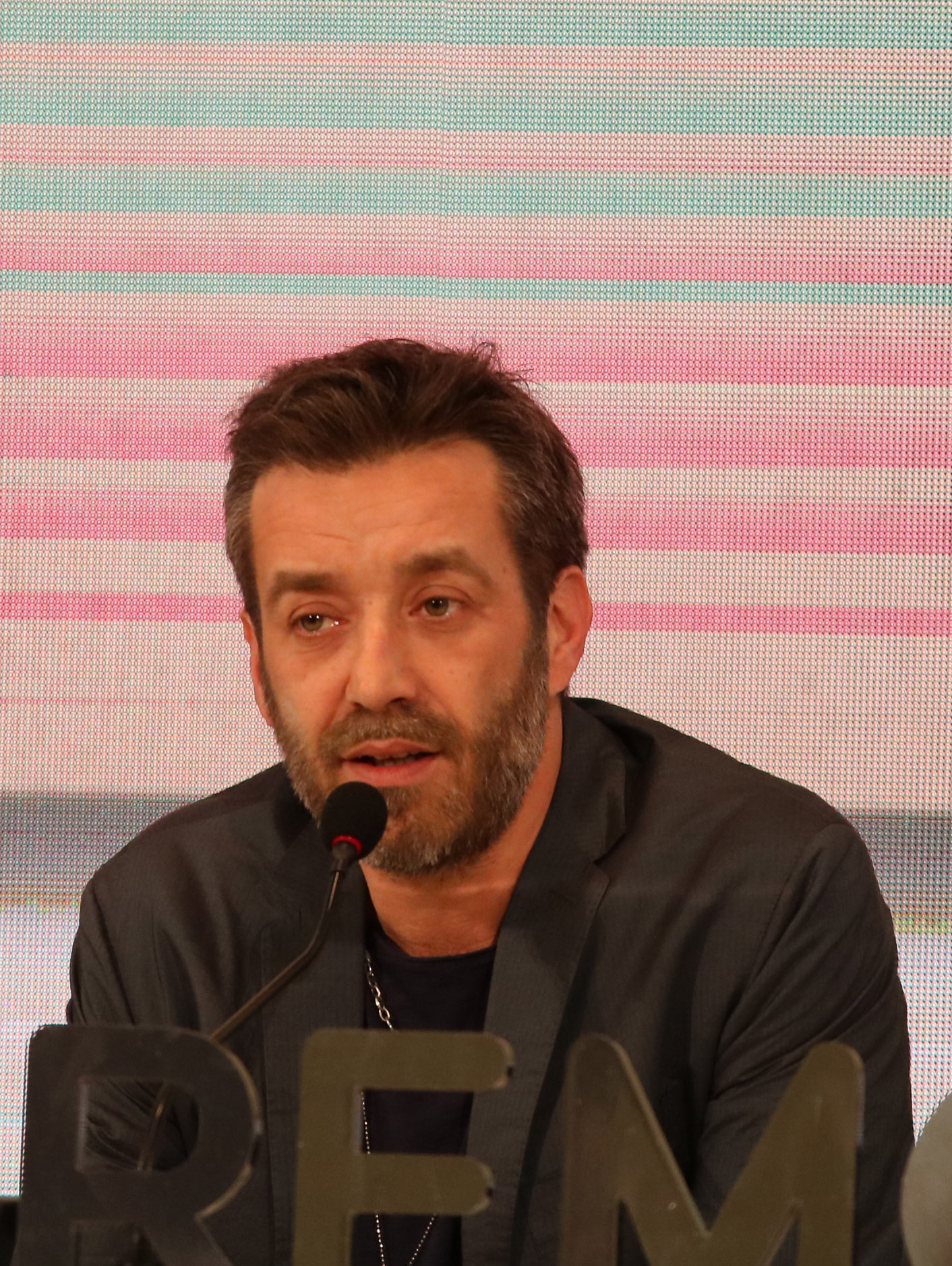
Daniele Silvestri a Sanremo 2019.

Il 12 novembre 2015 annuncia tramite il suo account Facebook un tour teatrale che farà tappa in tutte e 20 le regioni italiane in previsione del suo nuovo album in lavorazione. A 5 anni di distanza dall'uscita del suo ultimo album, Silvestri, tramite i suoi account social, il 26 gennaio 2016 annuncia ufficialmente il nuovo disco chiamato Acrobati pubblicando anche la copertina dell'album. Qualche giorno prima, l'annuncio era stato preceduto dalla pubblicazione su iTunes, Spotify, Deezer, Amazon e Google Play Musica del primo singolo Quali alibi seguito qualche giorno più tardi anche dal videoclip ufficiale.
L'album, uscito il 26 febbraio, contiene 18 brani con partecipazioni di vari artisti, tra i quali Caparezza, Diodato e Diego Mancino, e ha debuttato direttamente al primo posto della Classifica FIMI Album del 4 marzo 2016. È la prima volta nella carriera dell'artista romano che un suo album si posiziona in testa alle classifiche di vendita. Il disco, per sua stessa ammissione, è dedicato al suo grande amico Lucio Dalla. Il secondo singolo estratto è stato l'omonimo Acrobati, entrato in rotazione radiofonica dall'8 aprile. Il video ufficiale, invece, viene svelato il 5 maggio.

### La terra sotto i piedi
L'11 gennaio 2019 ha pubblicato il singolo Complimenti ignoranti, seguito il 25 dello stesso mese da Tempi modesti. Nel febbraio 2019 ha partecipato al 69º Festival di Sanremo con il brano Argentovivo, realizzato insieme a Rancore (apparso alla manifestazione) e Manuel Agnelli (con il quale ha duettato nella 4ª serata), classificandosi al sesto posto ma vincendo il Premio della Critica "Mia Martini", il Premio della Sala Stampa "Lucio Dalla" e il Premio "Sergio Bardotti" per il miglior testo. Il 22 dello stesso mese ha pubblicato il singolo Blitz gerontoiatrico, mentre il 12 aprile successivo ha pubblicato in contemporanea i singoli Prima che e L'ultimo desiderio.
I sei singoli hanno anticipato il nono album in studio uscito il 3 maggio 2019 e originariamente intitolato Scusate se non piango. Il 5 aprile Silvestri ha annunciato il cambio di nome a La terra sotto i piedi, svelandone la copertina.
Il 1º luglio 2019 Silvestri è stato premiato con la Targa Tenco nella categoria "Canzone singola" con il brano Argentovivo.
Il 5 luglio successivo ha pubblicato il settimo singolo Tutti matti.

## Vita privata
Dal 2000 al 2009 ha avuto una relazione sentimentale con l'attrice Simona Cavallari, da cui ha avuto due figli. Nel 2012 ha sposato Lisa Lelli, divenuta sua art director e manager, con la quale ha avuto il terzo figlio due anni più tardi.
Politicamente e socialmente impegnato, Silvestri ha sempre affermato di essere schierato a sinistra, dichiarandosi comunista, anche se ha dichiarato di non credere molto alle "etichette".

## Discografia

### Da solista
- 1994 – Daniele Silvestri
- 1995 – Prima di essere un uomo
- 1996 – Il dado
- 1999 – Sig. Dapatas
- 2002 – Unò-dué
- 2007 – Il latitante
- 2011 – S.C.O.T.C.H.
- 2016 – Acrobati
- 2019 – La terra sotto i piedi
- 2023 – Disco X

### Con Fabi Silvestri Gazzè
- 2014 – Il padrone della festa

## Filmografia
- Fabi Silvestri Gazzè – Un passo alla volta, regia di Francesco Cordio (2025)

## Riconoscimenti
- 1999 – Premio "Laurea De Andrè" alla qualità musical-letteraria[32]
- 2014 – Ciak d'oro alla miglior canzone originale con Tutta colpa di Freud[33]